# Marie-Pier Murray-Méthot
Marie-Pier Murray-Méthot (* 23. März 1986 in Baie-Comeau) ist eine kanadische Volleyballspielerin.

## Karriere
Murray-Méthot studierte von 2005 bis 2010 an der Universität Montreal und spielte in der Universitätsmannschaft. 2009 debütierte sie in der kanadischen Nationalmannschaft. Nach ihrem Studium ging sie 2011 zum Schweizer Verein VBC Val-de-Travers. Ein Jahr später wechselte die Angreiferin, die sowohl auf der Diagonalposition als auch auf Außen/Annahme spielen kann, zum italienischen Zweitligisten Systema Montichiari. Im Dezember 2013 wurde Murray-Méthot vom deutschen Bundesligisten SC Potsdam verpflichtet. 2014 wechselte sie zurück in die Schweiz, zunächst zu VFM Franches-Montagnes und 2015 zu ihrem ehemaligen Verein VBC Val-de-Travers.